# Геологорозвідувальний факультет Дніпровської політехніки

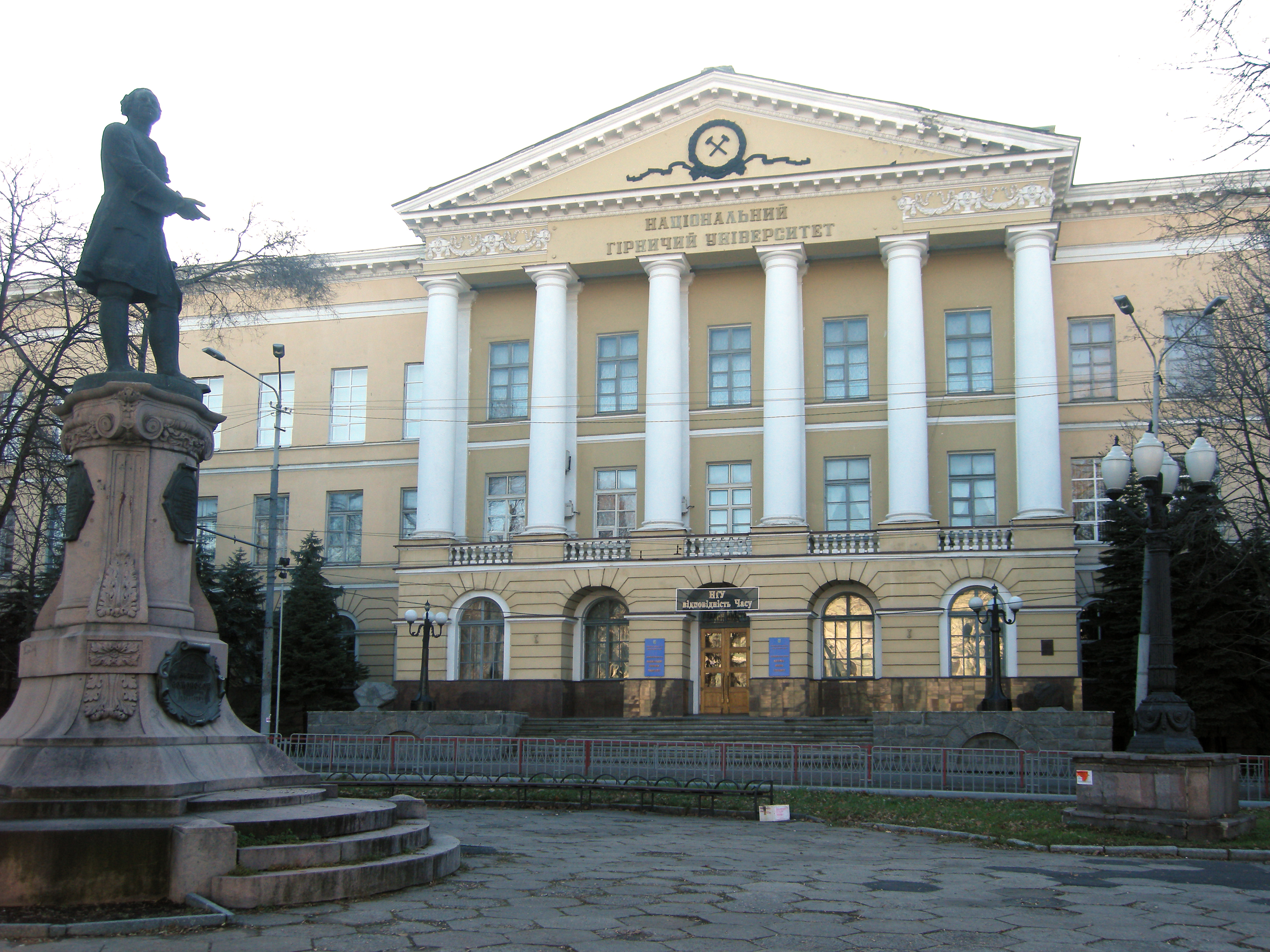
Головний корпус НГУ і факультету

Починаючи з 2020 -  Факультет природничих наук та технологій НТУ "Дніпровська політехніка"

## Історична довідка
Підготовка гірничих інженерів-геологорозвідників була розпочата у 1918 на відкритому у ДГІ геологічному відділенні, що пізніше було перетворено у геолого-маркшейдерський (1935), а потім у геологорозвідувальний факультет (1952), починаючи з 2020 -  Факультет природничих наук та технологій.

## Структурні підрозділи факультету
- Кафедра загальної та структурної геології

Завідувач кафедри — Шевченко Сергій Вікторович. Кандидат геологічних наук, доцент.
- Кафедра геології та розвідки родовищ корисних копалин

Завідувач кафедри — Жильцова Ірина Вікторівна. Кандидат геологічних наук, доцент.
- Кафедра нафтогазової інженерії та буріння

Завідувач кафедрою — Коровяка Євгеній Анатолійович. Кандидат технічних наук, доцент.
- Кафедра геофізичних методів розвідки

Виконувач обов'язків завідувача кафедри — Довбніч Михайло Михайлович. Доктор геологічних наук, доцент.
- Кафедра гідрогеології та інженерної геології

Завідувач кафедри — Рудаков Дмитро Вікторович. Доктор технічних наук, професор.
- Кафедра мінералогії та петрографії

Завідувач кафедрою — Ішков Валерій Валерійович, кандидат геолого-мінералогічних наук, доцент
- Кафедра геоінформаційних систем

Завідувач кафедри — Бусигін Борис Сергійович, доктор технічних наук, професор
- Кафедра вищої математики

Завідувач кафедри — Сдвіжкова Олена Олександрівна, доктор технічних наук, професор
- Кафедра хімії

Завідувач кафедри — Єгоров Павло Олексійович, інженер–хімік, кандидат хімічних наук, професор